# Eugenio Fazio
Eugenio Federico Teodoro Fazio (Carpinone, 1º aprile 1849 – Napoli, 1902) è stato un igienista, politico e scrittore italiano.

## Biografia
Nato a Carpinone figlio dei signori Gaetano Fazio e Luisa Santoro, è stato un professore di igiene, batteriologia e psichiatria all'Università degli studi di Napoli Federico II. Seguì i suoi studi a Napoli sotto Paolo Panceri e Salvatore Tommasi. È stato anche diverse volte assessore per la sanità ed igiene a Napoli.
Fu direttore delle terme d'Ischia, Telese e Casamicciola.
Nel 1871 diresse la rivista Partenopea e fondò la rivista internazionale d'igiene. Lo scritto più celebre fu il primo trattato d'igiene italiano e L'ubriachezza e le sue forme, il quale vinse il premio Cagnola dell'istituto Lombardo di scienze e lettere di Milano. Insieme al chimico Pietro Punzo divenne coadiutore del dipartimento di sanità di Napoli.

## Opere
- E. Fazio, La donna studi di fisiologia e antropologia, 1870.
- E. Fazio, L'uomo nel suo passato, presente ed avvenire, 1871.
- E. Fazio, Gli idealisti ed i materialisti, 1871.
- E. Fazio, Importanza di una statistica media del regno, 1875.
- E. Fazio, Miliaris Alba, 1875.
- E. Fazio, L'ubriachezza e le sue forme (PDF), 1875.
- E. Fazio, Il tatuaggio, 1876.
- E. Fazio, Il sesso in base al rapporto delle cause che possono aumentare o diminuire l'imputabilità, 1877.
- E. Fazio, Studio sulla fognatura in Napoli, 1877.
- E. Fazio, L'igiene in rapporto alla medicina ed all'antropologia, 1877.
- E. Fazio, Resoconto clinico climatico sulle terme di Casamicciola, 1878.
- E. Fazio, Importanza dell'igiene medica, 1878.
- E. Fazio, Le trasmissioni ereditarie, 1879.
- E. Fazio, Storia e progressi della psichiatria, 1879.
- E. Fazio, Le Peste - ricordi medico igienici, 1879.
- E. Fazio, Il disboscamento e la meteorologia, 1883.
- E. Fazio, Sul colera a Napoli, 1884.
- E. Fazio, Trattato d'igiene, 1887.
- E. Fazio, Sui batteri delle acque minerali, 1888.
- E. Fazio, L'ambiente sensorio psichico, 1888.
- E. Fazio, Il clima e la salubrità di Napoli, 1890.
- E. Fazio, Il bacillo carbonioso nel suolo, 1893.
- E. Fazio, Principi d'igiene nell'ingegneria, 1900.